# Cosmasterias felipes
Cosmasterias felipes is een zeester uit de familie Stichasteridae.
De wetenschappelijke naam van de soort werd in 1889 gepubliceerd door Percy Sladen.